# Stanisław Kawczak
Stanisław Leon Kawczak, ps. „Pogrom” (ur. 3 kwietnia 1892 w Zwardoniu, zm. wiosną 1940 w Charkowie) – polski adwokat i działacz niepodległościowy, doktor praw, kapitan audytor rezerwy Wojska Polskiego, przywódca przewrotu wojskowego w październiku 1918 w Nowym Sączu, ofiara zbrodni katyńskiej.

## Życiorys

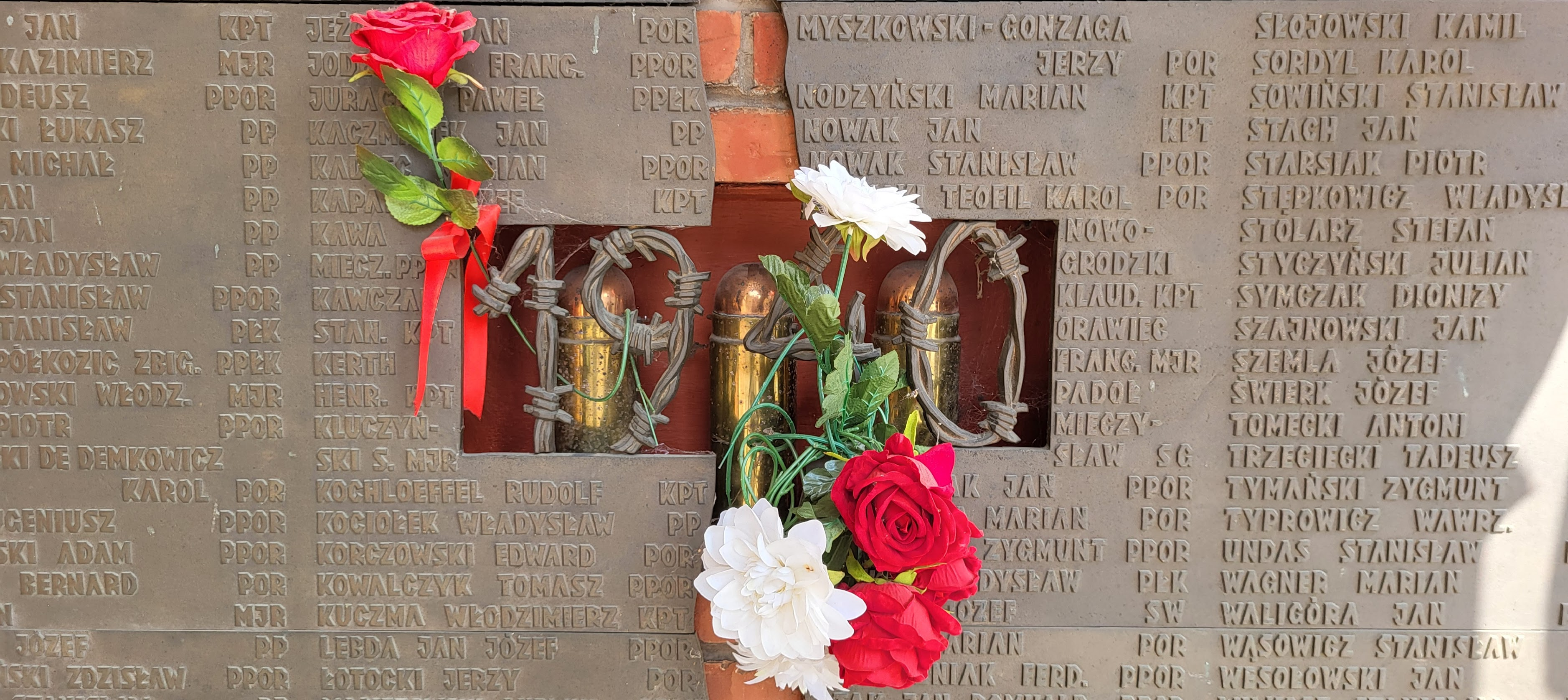
Tablica upamiętniająca na ścianie kościoła św. Kazimierza w Nowym Sączu.

Syn Józefa i Cecylii z Pindurów urodzony 3 kwietnia 1892 roku w Zwardoniu, w ówczesnym powiecie żywieckim Królestwa Galicji i Lodomerii. W 1911 roku ukończył gimnazjum w Nowym Sączu, zdając egzamin dojrzałości. W trakcie nauki działał w licznych organizacjach niepodległościowych, w tym w Związku Walki Czynnej.
Ukończył studia na Wydziale Prawa Uniwersytetu Jagiellońskiego. 
W czasie I wojny światowej walczył w szeregach c. i k. Pułku Piechoty Nr 20, na froncie włoskim, serbskim i rosyjskim. Na stopień podporucznika rezerwy został mianowany ze starszeństwem z 1 stycznia 1916 roku.

### Przewrót wojskowy w Nowym Sączu
Współtworzył organizację „Wolność”, początkowo w Krakowie, gdzie współpracował między innymi z kpt. Józefem Kustroniem. W kwietniu 1918 roku przybył do Nowego Sącza z poleceniem rozwinięcia działalności POW na tym terenie. Udało się zorganizować około 100-osobową kompanię, złożoną z czterech plutonów. W nocy z 30 na 31 października przejęto składy broni, amunicji i żywności armii austro-węgierskiej.

### Okres międzywojenny
W 1920 roku brał udział w wojnie polsko-bolszewickiej. Oprócz walki zajmował się szkoleniem maszynistów. W 1922 roku przeszedł do rezerwy. Był aktywny w Związku Podhalan i działał społecznie.
Do 1939 roku prowadził praktykę adwokacką przy ul. Mokotowskiej 49 w Warszawie.

### Kampania wrześniowa i mord w niewoli sowieckiej
W czasie kampanii wrześniowej 1939 roku walczył między innymi w obronie Brześcia nad Bugiem, gdzie trafił do niewoli sowieckiej i został przewieziony do obozu w Starobielsku. Wiosną 1940 roku został zamordowany przez funkcjonariuszy NKWD w Charkowie i pogrzebany potajemnie w bezimiennej mogile zbiorowej w Piatichatkach, gdzie od 17 czerwca 2000 roku mieści się oficjalnie Cmentarz Ofiar Totalitaryzmu w Charkowie. Figuruje na Liście Starobielskiej NKWD pod poz. 1323.
5 października 2007 roku minister obrony narodowej Aleksander Szczygło mianował go pośmiertnie na stopień majora. Awans został ogłoszony 9 listopada 2007 roku w Warszawie, w trakcie uroczystości „Katyń Pamiętamy – Uczcijmy Pamięć Bohaterów”.

## Ordery i odznaczenia
- Krzyż Walecznych – 1922[19]
- Medal Niepodległości – 15 czerwca 1932 „za pracę w dziele odzyskania niepodległości”[20]
- Medal Dziesięciolecia Odzyskanej Niepodległości[potrzebny przypis]
- Srebrny Medal Waleczności 2 klasy[5]
- Krzyż Wojskowy Karola[5]

9 maja 1938 Komitet Krzyża i Medalu Niepodległości rozpatrzył ponownie wniosek, lecz Krzyża Niepodległości nie przyznał.

## Twórczość
- Milknące echa. Warszawa: Towarzystwo Wydawnicze „Bluszcz”, 1938.

## Upamiętnienie
Wymieniony na pamiątkowej tablicy umieszczonej w 1992 roku na kościele pod wezwaniem św. Kazimierza w Nowym Sączu.